# Сувенір

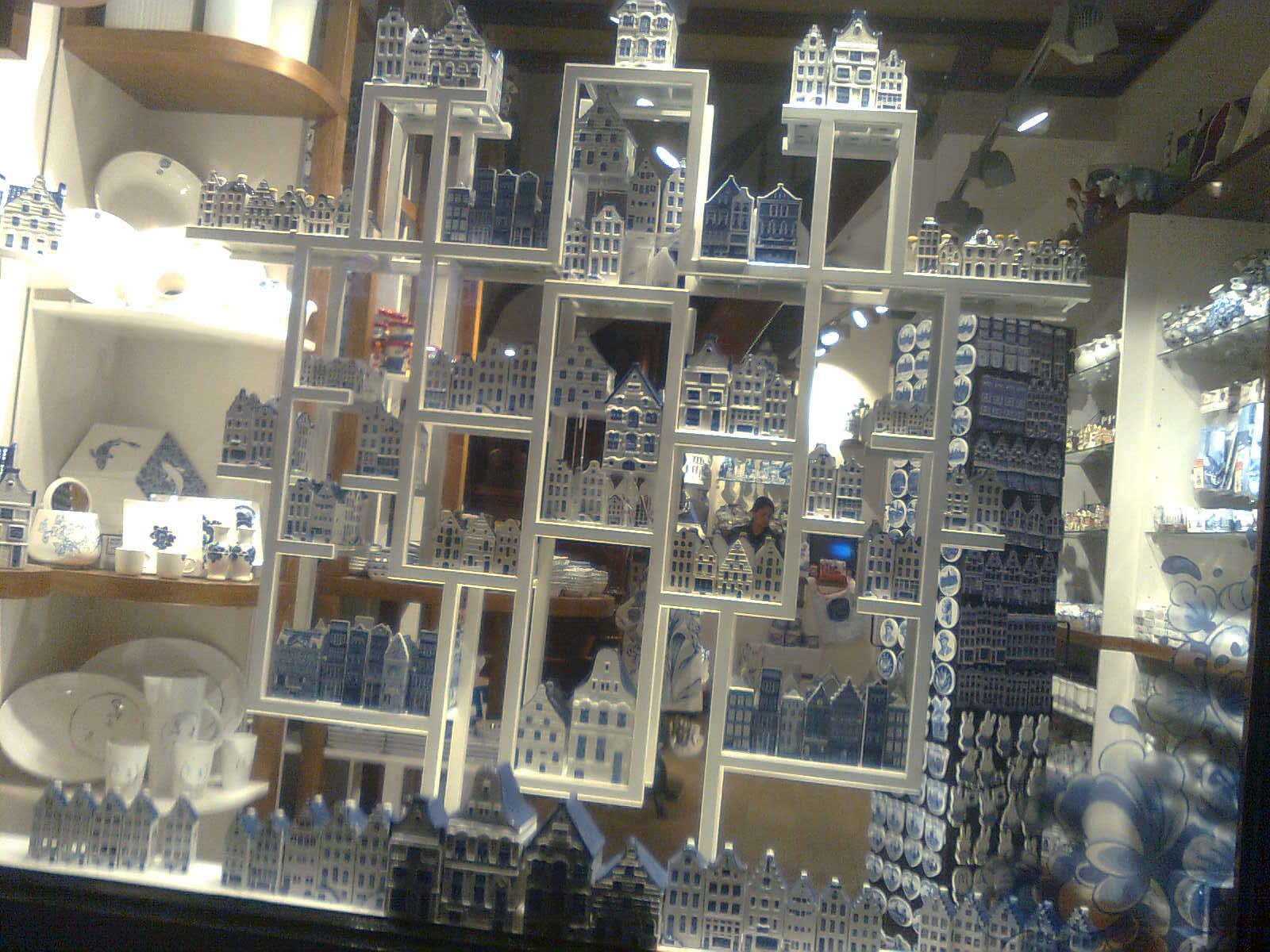
Архітектурні сувеніри Амстердама.

Сувені́р (фр. Souvenir «спогад, пам'ять») — предмет, призначений нагадувати про щось, наприклад, про відвідані країни, міста, національного парку, музею, храму, об'єкта культури, якогось іншого місця або заходи туристами, паломниками й інше.

## Тлумачення
З розвитком туризму як внутрішнього, так і іноземного, з'явилося навіть окреме поняття сувенірна промисловість. Ще у не далекому минулому сувеніри виготовлялися виключно вручну.
Сувеніри часто продаються в спеціалізованих магазинах (souvenirs або gift shop - букв. магазин подарунків), крамницях, кіосках, палатках, лотках. Деякі види «сувенірів» заборонено вивозити з країни, деякі - тільки при пред'явленні чеків з магазинів.
В Києві українські сувеніри можна придбати як у спеціалізованих крамницях, так і в традиційному місці зібранні митців і торговців сувенірами — на Андріївському узвозі.
Традиційні українські сувеніри — писанки, дерев'яні булави, ляльки у національних строях, предмети традиційного ужитку — рушники, глиняні глечики, козацькі куманці тощо, українська горілка, взуття з українським розписом - чуні, валянки. 
Індустрія сувенірного бізнесу є одним з елементів туристичного бізнесу і супроводжується практично по всьому світу.

## Їжа як сувенір
В Японії є солодкі сувеніри під назвою міяґеґасі. Кожен регіон має свої традиційні солодощі.
В Києві таким солодким сувеніром є Київський торт.

## Галерея

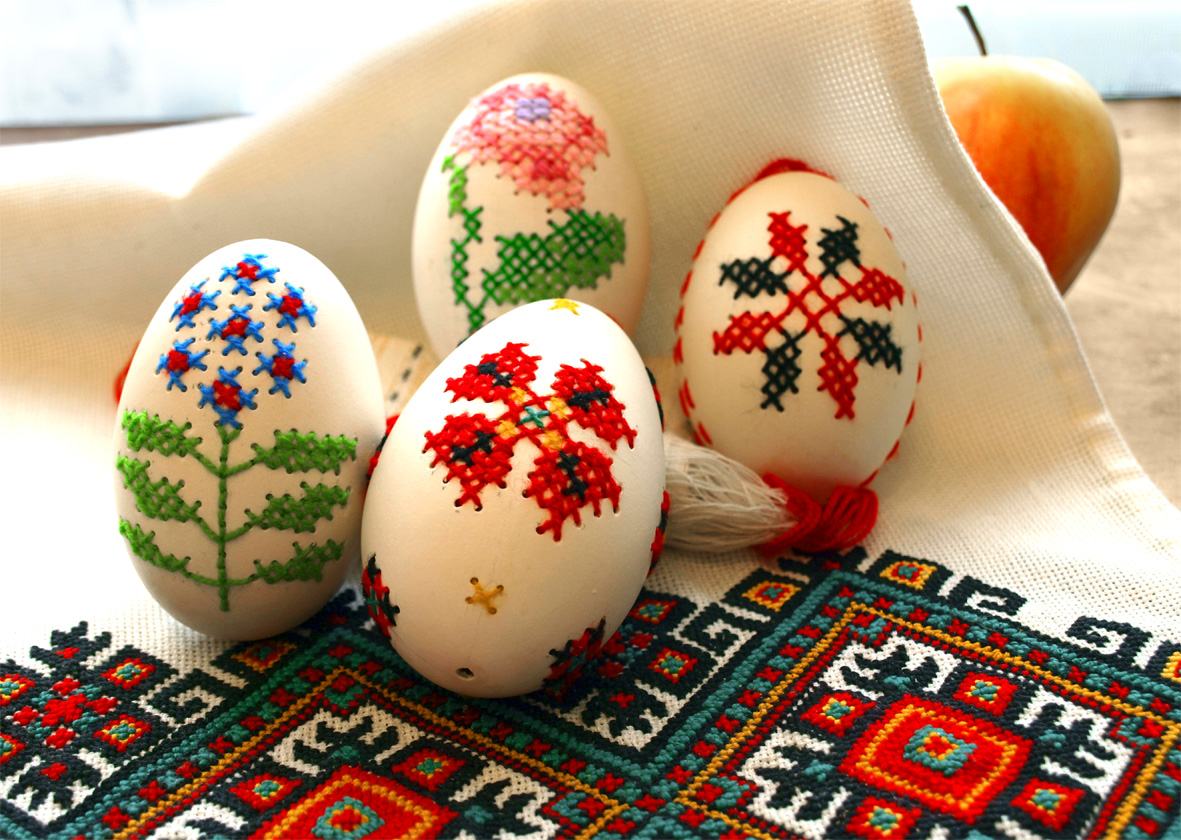
Українські сувеніри — писанки
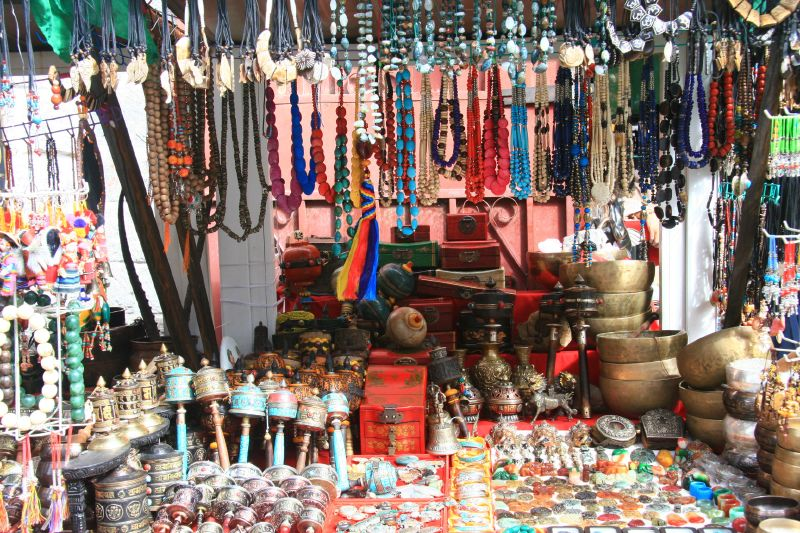
Тибетські сувеніри
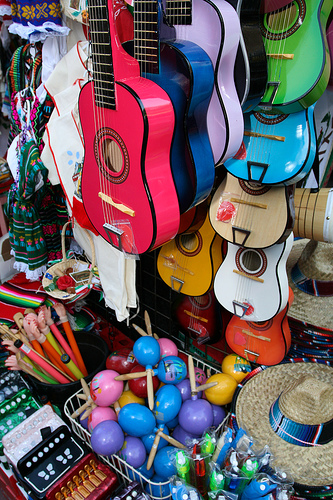
Сувеніри в Каліфорнії, США
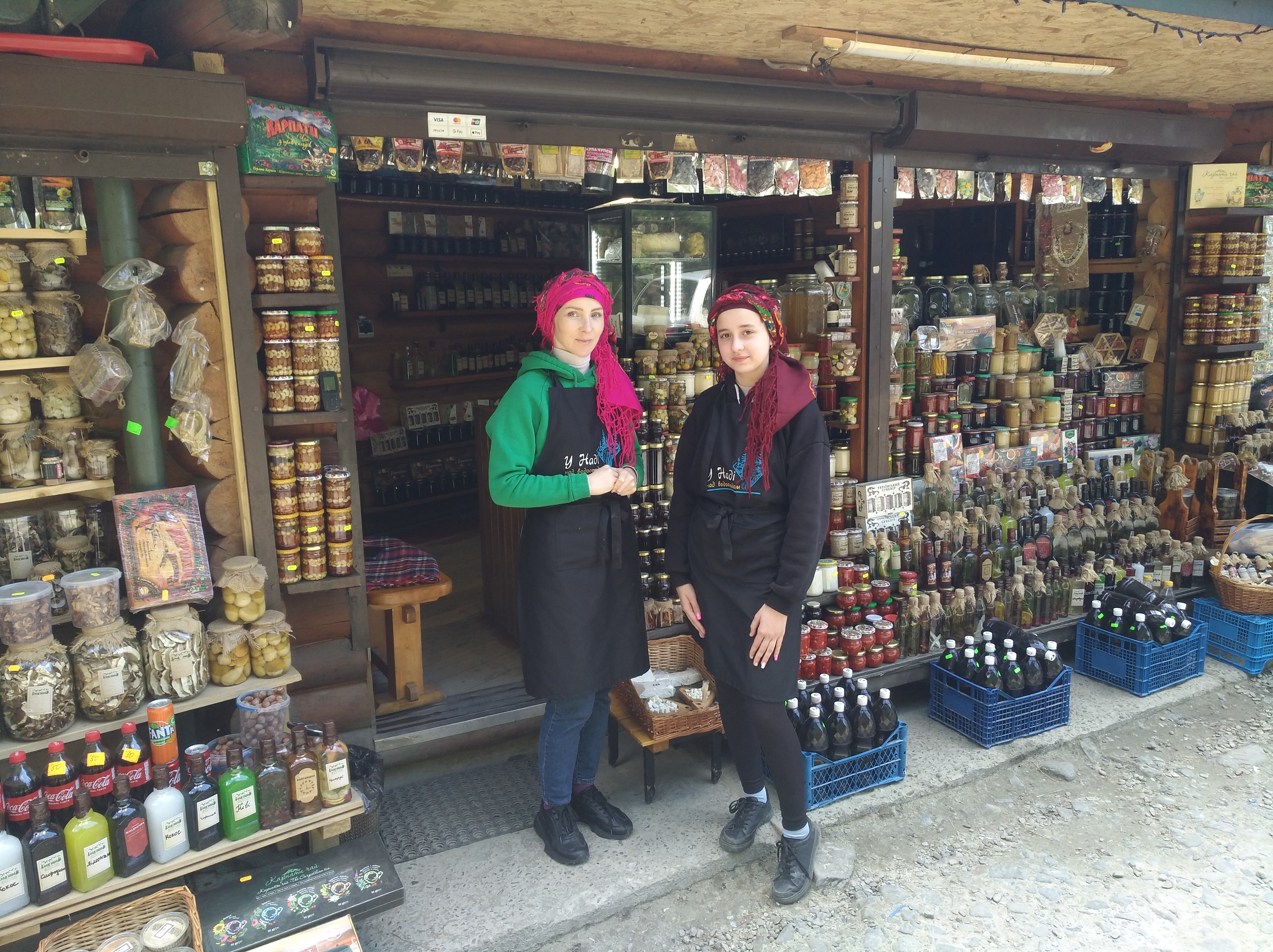
Сувенірна крамниця поблизу Кам'янецького водоспаду